# シャビ・アロンソ
シャビエル・アロンソ・オラーノ (Xabier Alonso Olano, バスク語: [ˈʃaβi aˈlons̺o oˈlano], スペイン語: [ˈ(t)ʃaβj aˈlonso oˈlano]; 1981年11月25日 - ) は、スペイン・バスク州ギプスコア県トロサ出身の元サッカー選手、現サッカー指導者。ラ・リーガ・レアル・マドリードの監督を務める。現役時代のポジションはミッドフィールダー。元スペイン代表。
元スペイン代表でもある父のペリコ・アロンソは80年代にリーガ2連覇を達成したレアル・ソシエダのスター選手で、兄のミケル・アロンソもレアル・ソシエダに所属したサッカー選手である。

## クラブ経歴

### レアル・ソシエダ
幼少期に6年間バルセロナで過ごした後、サン・セバスティアンへと移った。サン・セバスティアンのビーチ、ラ・コンチャでミケル・アルテタらと遊ぶうちにテクニックを身に付けた。
サン・セバスティアンの育成の名門アンティグオコで才能を見せ、レアル・ソシエダの下部組織へと入団。1997年にレンタル先のエイバルでデビュー。2部リーグでのプレーだったが多くの出場機会を与えられプレーメーカーとしての能力を磨くと、再びレンタルでエイバルに放出された2001-02シーズンを機にレギュラーの座を確保した。2001年11月17日のデポルティーボ・ラ・コルーニャ戦でプロ初ゴールを決めた。
2002-03シーズン開幕当初、2部降格候補の一角でしかなかったレアルの中で、アロンソは期待の一若手に過ぎなかったが、レイノー・ドヌエ監督の下ラ・レアルは大躍進。アロンソは非常に正確なパスで攻撃を自由自在に操り、4月13日、第29節のレアル・マドリード戦でゴールを決めて勝利するなど、終わってみればシーズンを2位で終える成功を収め、UEFAチャンピオンズリーグ出場権を獲得する原動力となった。そして、その年のドン・バロン・アワード・最優秀スペイン人選手に選ばれた。
翌の2003-04シーズンは、リーガ・エスパニョーラとチャンピオンズリーグに並行して出場するという「二足のわらじ」が足枷となり、リーガでは2002-03シーズンと比べると明らかに見劣りする12位という結果に終わったが、チャンピオンズリーグではチームをベスト16に引き上げる原動力になった。

### リヴァプール
レアル・マドリードやリヴァプールFCなど、数々のクラブが彼を獲得しようと動いた。本人は残留の意を表していたが、クラブ側の都合で放出されることが決定し、ラファエル・ベニテスが指揮を執ることとなったリヴァプールに1600万ユーロ で移籍する決意をする。アロンソ本人は、過去バレンシアで2度のリーグ優勝や1度のUEFAカップ制覇を遂げたベニテス監督の下で指導を受けたかったという。
移籍1年目の2004-05シーズン、ボルトン・ワンダラーズFC戦にてプレミアリーグデビューを果たすと、1-0で破れはしたもののアロンソはパスの技術をメディアから賞賛された。フラム戦では、2得点を奪われた状態で折り返した後半から途中出場すると、フリーキックからリヴァプールでの初ゴールを記録。その試合、リヴァプールは後半4得点を挙げて逆転勝利した。また11月28日のアーセナルFC戦においても、ペナルティエリア外から右足を振りぬき、ゴールに突き刺さる見事な先制ゴールを決め勝利に貢献した。元日のチェルシーFC戦でフランク・ランパードにタックルを受け、左足首を骨折した。全治5カ月で戦線離脱を余儀なくされるが、驚異的な回復力を見せシーズン終盤に復帰。チャンピオンズリーグでは決勝に出場し、決勝のACミラン戦ではPKのこぼれ球を押し込む同点ゴールを挙げ、チームの逆転優勝に貢献した。
2005-06シーズン、1月7日に行われたFAカップ3回戦、ルートン・タウンFC戦では、ロングシュートで2ゴールを挙げたが、自陣から60ヤード強のロングシュートを決めたゴールは。この試合、アロンソが自陣からゴールを決めることに200スターリング・ポンドを賭けていたリヴァプールファンがこのゴールで25,000ポンドを得た。ウェストハム・ユナイテッドFCとのFAカップ決勝でもフリーキックからスティーヴン・ジェラードの同点ゴールをアシストし、タイトル獲得に貢献。また、2006-07シーズン、9月20日、第2節のニューカッスル・ユナイテッドFC戦でも70ヤードのロングシュートを記録、このゴールはBBCから｢常軌を逸した｣と表現され、インデペンデント紙からはクラブ史に残るゴールの一つと評された。

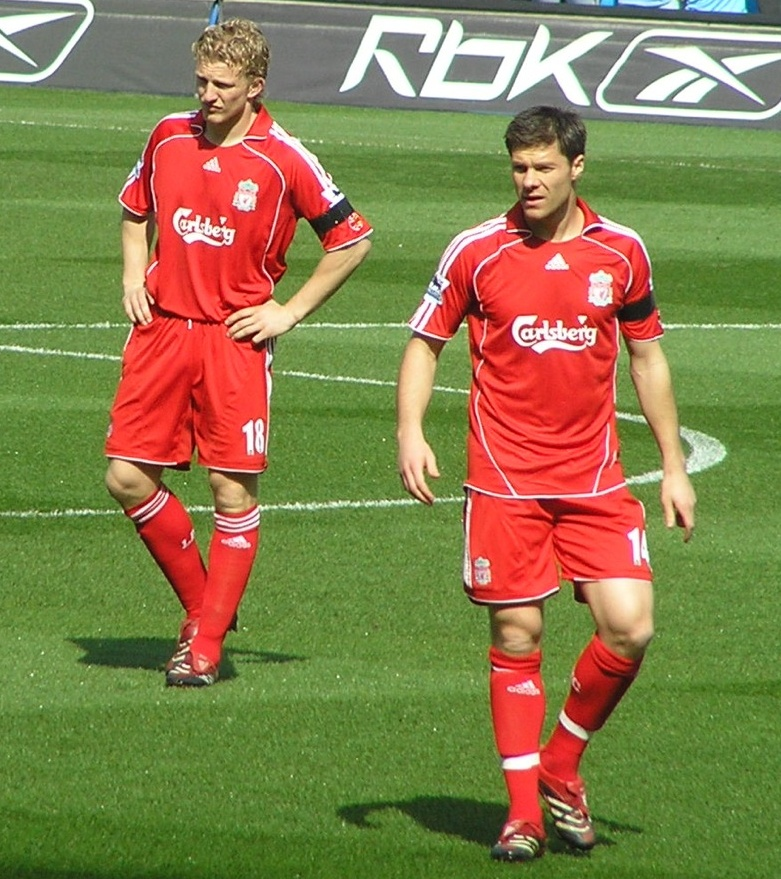
リヴァプールで同僚のディルク・カイト（2007年4月）

2007-08シーズン初めは、怪我によるジェラードの不在のため、本来の位置よりも前のポジションでプレー。6-0で勝利したダービー戦では2ゴールを挙げた。ポーツマス戦で軽傷を負ってしまい、更にその後のトレーニングで悪化。6週間の離脱を余儀なくされた。2007年の終わりに怪我から復帰したが、その後の数ヶ月間はハビエル・マスチェラーノ、ルーカス・レイヴァらとの激しいポジション争いが続いた。2008年1月12日、ミドルズブラFCとの試合でリヴァプール100試合出場を達成した。
2008年の夏の移籍市場では、中盤の補強を進めるユヴェントスFCが強い興味を示し、また、ベニテスがアストン・ヴィラのギャレス・バリー獲得のための移籍資金捻出のため放出の意向を示し、移籍間近とも言われたが、リヴァプールに残留した。
2008-09シーズン、夏の市場でチームが自身を放出をしようとしたことに対し、10月26日、スタンフォード・ブリッジでのチェルシーFC戦では決勝ゴールを挙げてチェルシーの過去4年間(86試合)のホーム無敗記録を破るなど、中心的存在として活躍し、マンチェスター・ユナイテッドとの熾烈な優勝争いを演じる原動力となった。

### レアル・マドリード
前年同様に2009年夏の移籍市場では移籍が騒がれ、特に銀河系軍団の再構築を目標としているレアル・マドリード会長のフロレンティーノ・ペレスや、前年の夏同様ユヴェントス、そして莫大な資金力をバックに持つマンチェスター・シティFCが強い興味を示した。これに対しベニテス監督は移籍の可能性を否定していたが、アロンソは移籍を直訴し、8月に移籍金推定3000万ユーロでレアル・マドリードへ移籍。クラブにはすぐに馴染み、スペイン・マルカにてリーガ・エスパニョーラのベストイレブンに選ばれる、シャビ・エルナンデス、ハビ・マルティネスらと共にスペインプロリーグ機構の選ぶLFPアワード、最優秀MFにノミネートされるなどの活躍を見せた。また、いくつかのスペインの報道機関やサポーターからはLa Barba Roja (赤髭)というニックネームもつけられた。
副キャプテンであるグティがベシクタシュJKへ移籍したことにより、2010-11シーズンから背番号は22番から代表でも付けている14番に変更になった。ジョゼ・モウリーニョからは不在がチームに大きな影響を与える選手と評価された。チャンピオンズリーググループリーグアヤックス・アムステルダム戦で、4-0でリードした後半終了間際にアロンソとセルヒオ・ラモスが相次いで遅延行為で退場となった。退場の直前にイェジー・ドゥデクがイケル・カシージャスに耳打ちをしていたシーンも流され、トーナメント前に累積警告を消化するため故意に反則を犯した疑いがあるとしてUEFAの調査が入ることとなった。そして、アロンソ自身には2万ユーロの罰金が科せられた。2011年、2010 FIFAワールドカップで優勝したことなどを評価され、地元からタンボール・デ・オロ（金の太鼓）を受賞した。W杯後のシーズンであったもののキャリア最多となる公式戦52試合に出場し、スペインでの自身初タイトルとなったコパ・デル・レイ優勝にも貢献した。
2011-12シーズンのリーグ開幕前、ホームエスタディオ・サンティアゴ・ベルナベウにFCバルセロナを迎えた2011年のスーペルコパ・デ・エスパーニャでは同点ゴールを記録した。2011年9月21日のラシン・サンタンデール戦で、レアル・マドリード100試合出場を達成。2011-12シーズンには、キャリア初のリーグ優勝を経験した。

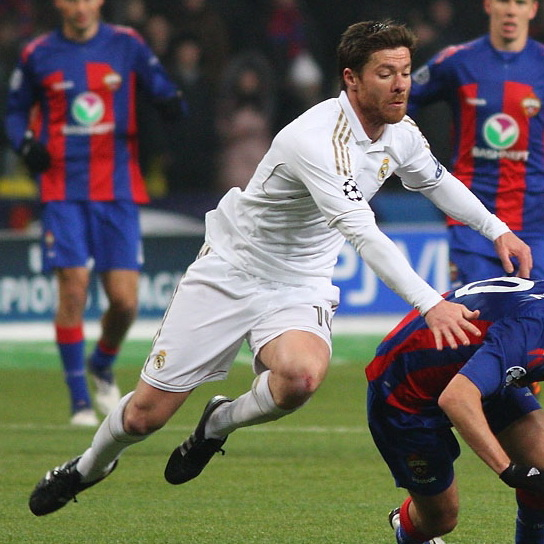
レアル・マドリードでプレイするアロンソ（2012年2月）

2013-14シーズンのUEFAチャンピオンズリーグでは優勝に大きく寄与したが、準決勝のバイエルン・ミュンヘン戦第2試合でイエローカードを受けたことにより、累積警告によって決勝に出場することは出来なかった。

### バイエルン・ミュンヘン

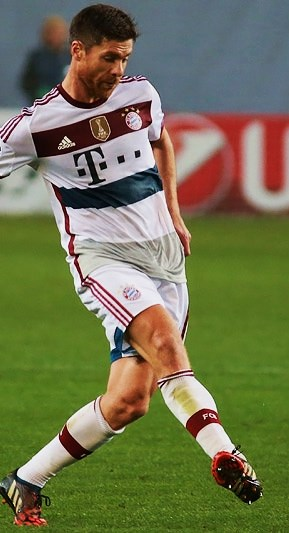
バイエルンでのアロンソ

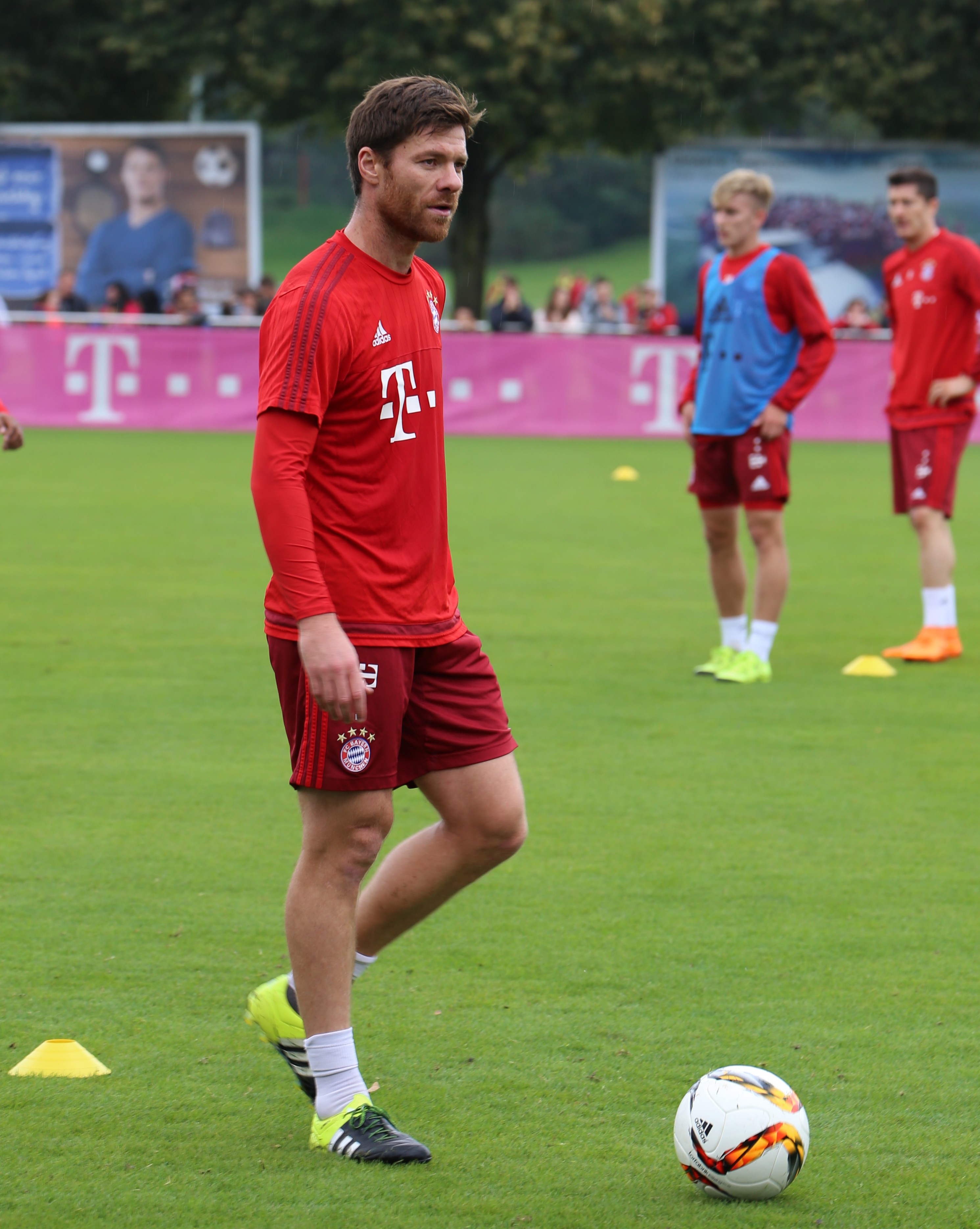
バイエルンで練習をするアロンソ（2015年）

2014年8月、ドイツ・ブンデスリーガのFCバイエルン・ミュンヘンへ完全移籍した。2014年9月27日、リーグ戦第6節の1.FCケルン戦で206回のボールタッチを記録。同僚のチアゴがもっている185回のブンデスリーガ記録を更新した。第8節のヴェルダー・ブレーメン戦にてFKから直接ゴールを決め、これがブンデスリーガ初ゴールとなった。同シーズンのブンデスリーガ優勝に重要な役割を果たし、リーグの年間ベストイレブンに選ばれた。
2015-16シーズンから背番号を3番から14番に変更。2015年12月18日にバイエルン・ミュンヘンとの契約を2017年まで延長したことを発表した。2016-17シーズンの開幕戦ブレーメン戦で前半9分にボレーでゴールを決めた。第3節のインゴルシュタット戦でゴールを決め、12月21日のライプツィヒ戦でもゴールを決めたが、このゴールが現役最後のゴールとなった。
2017年3月9日、自身のTwitterアカウントとクラブの公式サイトで「フットボールを生き、フットボールを愛した。美しいゲームよ、さらば。(Lived it, Loved it, Farewell Beatutiful Game.) 」との言葉とともに現役引退を発表した。2017年5月13日のライプツィヒ戦で通算700試合出場を達成した。現役最後の試合となった5月20日、ブンデスリーガ最終節のフライブルク戦で先発出場、ロッベンの先制点をアシストして勝利に貢献、82分にスタンディングオベーションを受け、リベリーとの交代でピッチを後にした。
かつてリヴァプールで共にプレーしたスティーヴン・ジェラードはアロンソの引退にビデオメッセージで「引退に際して心からのお祝いの言葉を送りたい。君は素晴らしいキャリアを過ごしたし、すごいプレーヤーだった。僕のキャリアの中で、最も楽しめる中盤のパートナーだった。一緒にプレーした選手で君よりパスが上手な選手はいなかった」
「色々な人が称賛しているが、君はそれに値することを成し遂げた。僕は君のW杯でのメダル。それにスペインやドイツでのタイトル獲得をうらやましく思う。でも君は全くもってふさわしい活躍をしたね。君が(リバプールを)去った時、僕の心は折れたよ。しかし、このクラブは君に特別な場所をいつでも用意する。いつでも訪問を歓迎する」と述べた。

## 代表経歴
スペインのU-21チームで活躍し、2003年4月に代表監督を務めるイニャキ・サエスからエクアドルとの親善試合に招集され先発出場、71分までプレーした（試合は4-0で勝利）。ポルトガルで行われたEURO2004に参加、2試合に出場した。ウクライナ戦で初先発したが、当時、リーガ・エスパニョーラ最高のドブレ・ピボーテとも言われていたバレンシアの双頭、ルベン・バラハとダビド・アルベルダからレギュラーの座を奪うことはできなかった。2006 FIFAワールドカップに向けたメンバーにも招集され、グループリーグの初戦ウクライナ戦では代表初得点を記録、第2戦のチュニジア戦ではフル出場、ラウンド16のフランス戦でも先発フル出場したが、敗れた。
EURO2008ではスペイン代表の中盤のポジションには「クアトロ・フゴーネス」と称されるシャビ・エルナンデス、イニエスタ、セスク・ファブレガス、ダビド・シルバら優秀なMFが多くいるためレギュラーを掴めていなかったが、彼らにない守備力を生かしスーパーサブとしてスペインの優勝に貢献した。グループリーグ最終戦となるギリシャ戦ではマン・オブ・ザ・マッチにも選ばれた。
大会後、監督がビセンテ・デル・ボスケへ交代してからは、広い視野と展開力を買われ、中盤司令塔のポジションでレギュラーに定着。2010 FIFAワールドカップにおいても全試合に先発出場した。決勝のオランダ戦では、28分にナイジェル・デ・ヨングからタックルを受けて負傷。しかし、その後も87分にセスク・ファブレガスと交代するまで試合に出続けた。その試合は両チーム合わせて14枚（内スペイン5枚）ものイエローカードが出る荒れた試合となり、またオランダの元選手であるヨハン・クライフもラフプレーの多い母国代表を批判した。試合後、デ・ヨングのタックルについてアロンソは「これまでに受けたタックルの中でも最悪のものの一つ」と語った。

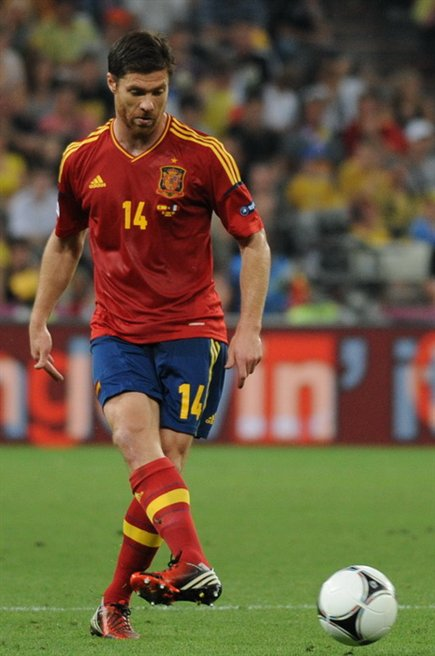
EURO 2012でプレーするアロンソ

EURO2012でもすべての試合に先発出場、大会優秀選手の一人に選ばれる活躍で優勝に貢献した。過去国際大会で6度対戦して一度も勝利したことのなかったフランスとの準々決勝では2得点を記録し、自身の代表通算100試合目を祝った。
2014 FIFAワールドカップではグループリーグの3試合に出場、オランダ戦でPKによるゴールを決めたが、そのオランダ戦とチリ戦で敗北し、チームは最終節のオーストラリア戦でようやく初勝利したが、決勝トーナメントにも進めなかった。クラブでのプレーに専念するため大会後にスペイン代表を引退した。
また、2001年12月29日のガーナ戦では、バスク代表としてもプレーした。

## 監督経歴

### レアル・マドリードユース
現役引退後の2017年9月に指導者の道を歩むことを表明、休養の後、マドリードに在住しながらUEFAのコーチングコースを履修した。2018年に監督ライセンスを取得、1年間の育成年代での指導が義務づけられていることから、2018年8月、古巣レアル・マドリードのインファンティルA（U-14カテゴリー）の監督に就任した。その際には自身のTwitterアカウントにて「Back in the game.」とコメントしている。アロンソが指揮したU-14チームは2018-19シーズンにリーグ戦無敗優勝を達成、レアル・マドリード側もフベニールA(U-18カテゴリー)への昇格をオファーしていたが、2019年6月1日に古巣レアル・ソシエダBの監督就任が発表された。

### ソシエダB

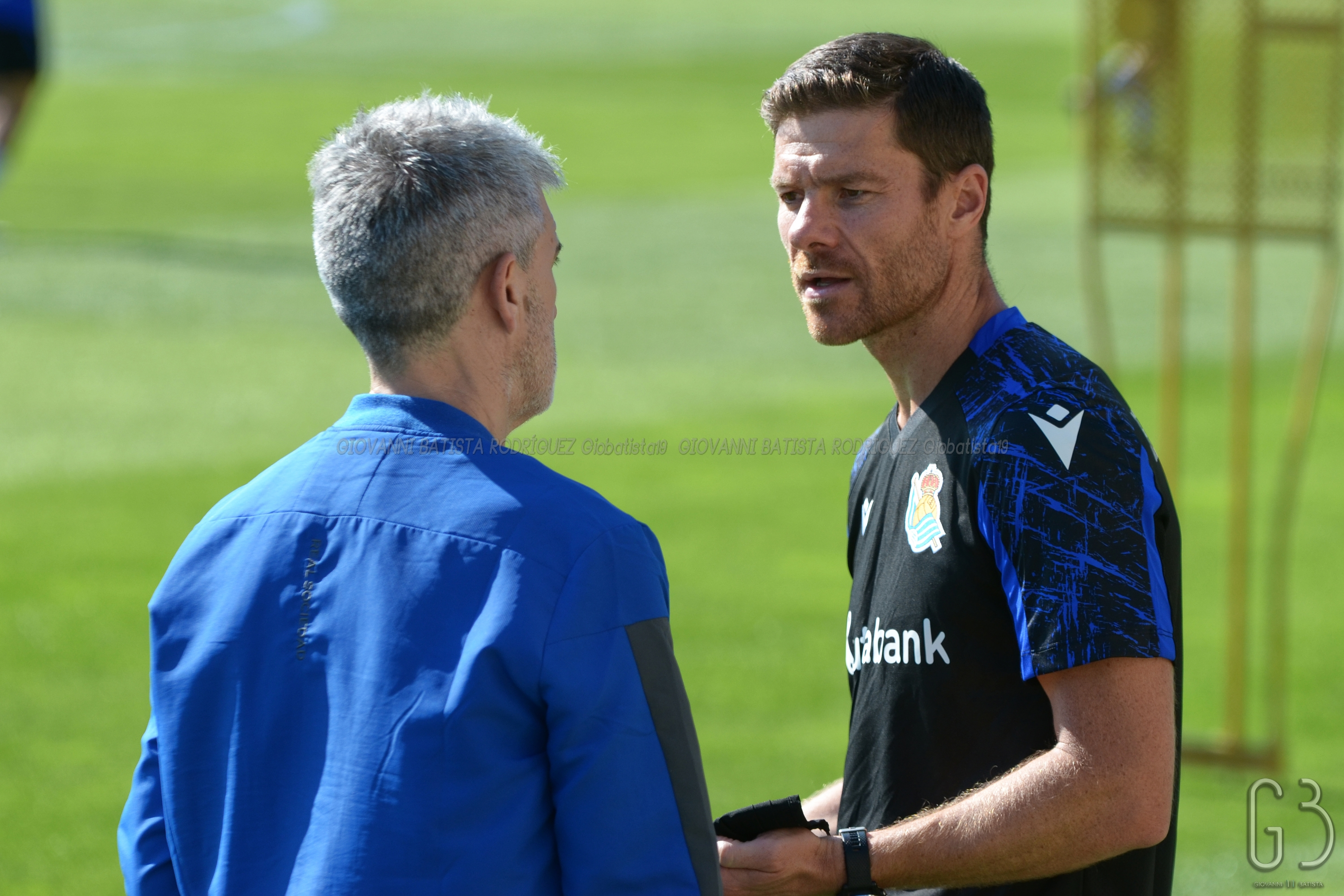
レアル・ソシエダBを率いるアロンソ（2021年）

レアル・ソシエダBを率いて2シーズン目には、チームを半世紀ぶりのセグンダ・ディビシオンに昇格に導いた。
しかし、2部では思うような結果が出せず、最終的にリーグ戦を20位で終えて3部に降格。2022年5月31日、アロンソは自身のTwitterとInstagramにてソシエダBを去ることを発表した。なお、彼のソシエダBでの3シーズンでの成績は、98試合を指揮し40勝23分35敗だった。

### レバークーゼン

#### 2022-23シーズン
2022年10月、ソシエダBの監督を退任しフリーとなっていたアロンソは、当時降格権内にいたレバークーゼンの監督に就任することを発表された。アロンソにとってトップチームを率いるのはこれが初めてだったものの、アロンソはチームを立て直してリーグ戦6位、この年のELではベスト4に導いた。低迷していたチームを立て直した手腕が評価され、アロンソにはプレミアリーグのトッテナムなどが関心を示していたが、2023年8月4日にレバークーゼンとの契約を2026年夏まで延長した。

#### 2023-24シーズン
2023-24シーズンは破竹の勢いで勝利を積み重ね、第6節に首位に立って以降一度も首位を渡すことなく、リーグ戦開幕29戦無敗というブンデスリーガ新記録を樹立。リヴァプール、バイエルンなどが関心を示すも2024年3月に2024-25シーズンも指揮を取ることを明言した。
5月9日、ヨーロッパリーグ準決勝2ndレグでASローマと2-2で引き分けたことで、1963年から1965年にかけてSLベンフィカが記録していた48試合無敗を更新するヨーロッパ新記録の49試合無敗記録に導いた。
18日、最終節のアウクスブルク戦を2-1で制したことで、ブンデスリーガ史上初のリーグ戦無敗優勝(28勝6分け)とクラブ史上初のブンデスリーガ優勝を果たした。これにより、アロンソはレバークーゼンを率いて2年目でありながら、21世紀以降アーセナルとユヴェントスしか成し遂げていないリーグ戦無敗優勝に輝いた。
一方、ヨーロッパリーグ決勝ではアタランタBCに0-3で敗れ、無敗記録は「51」でストップしたものの、25日に行われたDFBポカール決勝ではカイザースラウテルンを1-0で下したことで優勝を果たし、アロンソは国内2冠を成し遂げた。

## プレースタイル
中盤底のポジションで、広い視野とレンジが広く精度の高いパスで守備と攻撃を繋ぐ役割を担う。ピッチ上での状況判断に優れており、パスのアイディアも豊富である。アロンソはユース時代、強いキックを習得するために練習後も壁にボールを蹴っていた。ジョゼ・モウリーニョからは「ジョゼップ・グアルディオラに似ている」と絶賛され、「ピッチ上の指揮官」と評された。フランツ・ベッケンバウアーからも、「インテリジェンスがあり、完璧に試合を支配することのできる選手。デットマール・クラマーの教え（オフ・ザ・ボールの動き）を完璧にこなすことができる」と評価されている。
シャビやアンドレス・イニエスタらFCバルセロナの選手が中心となった当時のスペイン代表のパスサッカーの中で決して引けを取らない技術を持ち、さらに183センチの体格からなるフィジカルとディフェンス能力も備えていることからチームに守備力をプラスできる存在だった。

## 私生活・エピソード
- 2009年7月にスペイン人モデル・女優のナゴーレ・アランブル（Nagore Aranburu）と結婚。一男二女を儲けている。ピーター・クラウチがリヴァプールに移籍した当初、ホテルで生活していたが、そのホテルで働いていた美しい女性を好きになり、その女性が実は前述のアロンソのパートナーであり、一時的にホテルで働いていることを知らず、声をかけようとしていたという[66]。
- 16歳の時には英語を学ぶために1か月間アイルランドで過ごしたほか、大学を卒業しており、知的な人物と見られている。リヴァプールの町の歴史に詳しいなど、プレー以外でもリヴァプールファンの心をつかんでいた。レアル・マドリード移籍後もリヴァプールのファンであり、タイムズ・オンラインで「自分はいまだリヴァプールのファンであり、これからもそうあり続ける」と語った[67]。リヴァプールで生まれた息子は、リヴァプールのサポーターとして育てている[62]。
- ミケル・アルテタは、家が近所の幼馴染であり、アルテタが2005年にエヴァートンFCに移籍する際にはリヴァプールの良さを伝え[68]、リヴァプールでもお互い近所に住んでいた[69]。また、同じくバスク出身でありレアル・ソシエダのチームメイトでもあったファン・ウガルテとも仲が良く、2004年にレクサムFCへ移籍する際にも彼を説得した。
- 自分が所属した各クラブのユニフォームを持っているほか、ジネディーヌ・ジダンやアラン・シアラー、ロイ・キーン、ポール・スコールズ、パベル・ネドベドら対戦相手のユニフォームも保持している。中でもジダンを直接対決した中で最高の相手に挙げており、「サッカーの模範というべき存在」と述べている。また、共にプレーした選手ではサミ・ヒーピアを一番インパクトを受けた選手としている。その他にも、ビセンテ・デル・ボスケを敬愛していると語った[70]。同じピボーテのポジションで手本としていた選手は、フェルナンド・レドンドとジョゼップ・グアルディオラ[59]。
- 引退後の2018年1月30日に、森保一監督と対談している。日本サッカーのレベルをさらに上げるためには「勇気が大事」と説き、「組織的であることや精度は大事だが、選手は指示を守るだけでなく、『ここ』というところでチャレンジしないとダメ。約束事はもちろんあるけど、自分を信じてチャレンジをしないと。あまりにもいい子ではいけないね」と、ルールに縛られず、挑戦することが大切と語った[71]。

## 個人成績

### クラブ
| クラブ             | シーズン | リーグ | リーグ | カップ | カップ | リーグカップ | リーグカップ | 欧州カップ | 欧州カップ | その他1 | その他1 | 通算 | 通算 |
| クラブ             | シーズン | 出場   | 得点   | 出場   | 得点   | 出場         | 得点         | 出場       | 得点       | 出場    | 得点    | 出場 | 得点 |
| ------------------ | -------- | ------ | ------ | ------ | ------ | ------------ | ------------ | ---------- | ---------- | ------- | ------- | ---- | ---- |
| R.ソシエダ         | 1999-00  | 0      | 0      | 1      | 0      | —            | —            | 0          | 0          | —       | —       | 1    | 0    |
| SDエイバル（loan） | 2000-01  | 14     | 0      | 0      | 0      | —            | —            | 0          | 0          | —       | —       | 14   | 0    |
| R.ソシエダ         | 2000-01  | 18     | 0      | 0      | 0      | —            | —            | 0          | 0          | —       | —       | 18   | 0    |
| R.ソシエダ         | 2001-02  | 29     | 3      | 0      | 0      | —            | —            | 0          | 0          | —       | —       | 29   | 3    |
| R.ソシエダ         | 2002-03  | 33     | 3      | 1      | 0      | —            | —            | 0          | 0          | —       | —       | 34   | 3    |
| R.ソシエダ         | 2003-04  | 34     | 3      | 0      | 0      | —            | —            | 8          | 1          | —       | —       | 42   | 4    |
| R.ソシエダ         | 合計     | 114    | 9      | 2      | 0      | —            | —            | 8          | 1          | —       | —       | 124  | 10   |
| リヴァプール       | 2004–05  | 24     | 2      | 0      | 0      | 0            | 0            | 8          | 1          | —       | —       | 32   | 3    |
| リヴァプール       | 2005–06  | 35     | 3      | 5      | 2      | 0            | 0            | 10         | 0          | 3       | 0       | 53   | 5    |
| リヴァプール       | 2006–07  | 32     | 4      | 1      | 0      | 2            | 0            | 15         | 0          | 1       | 0       | 51   | 4    |
| リヴァプール       | 2007–08  | 19     | 2      | 3      | 0      | 1            | 0            | 4          | 0          | —       | —       | 27   | 2    |
| リヴァプール       | 2008–09  | 33     | 4      | 3      | 0      | 1            | 0            | 10         | 1          | —       | —       | 47   | 5    |
| リヴァプール       | 合計     | 143    | 15     | 12     | 2      | 4            | 0            | 47         | 2          | 4       | 0       | 210  | 19   |
| R.マドリード       | 2009–10  | 34     | 3      | 0      | 0      | —            | —            | 7          | 0          | —       | —       | 41   | 3    |
| R.マドリード       | 2010–11  | 34     | 0      | 7      | 1      | —            | —            | 11         | 0          | —       | —       | 52   | 1    |
| R.マドリード       | 2011–12  | 36     | 1      | 4      | 0      | —            | —            | 10         | 0          | 2       | 1       | 52   | 2    |
| R.マドリード       | 2012–13  | 28     | 0      | 7      | 0      | —            | —            | 10         | 0          | 2       | 0       | 47   | 0    |
| R.マドリード       | 2013–14  | 26     | 0      | 7      | 0      | —            | —            | 9          | 0          | 0       | 0       | 42   | 0    |
| R.マドリード       | 2014–15  | 0      | 0      | 0      | 0      | —            | —            | 0          | 0          | 2       | 0       | 2    | 0    |
| R.マドリード       | 合計     | 158    | 4      | 25     | 1      | —            | —            | 47         | 0          | 6       | 1       | 236  | 6    |
| B.ミュンヘン       | 2014–15  | 26     | 2      | 4      | 0      | -            | -            | 10         | 2          | 0       | 0       | 40   | 4    |
| B.ミュンヘン       | 2015-16  | 26     | 0      | 4      | 1      | -            | -            | 8          | 1          | 1       | 0       | 39   | 2    |
| B.ミュンヘン       | 2016-17  | 27     | 3      | 3      | 0      | -            | -            | 7          | 0          | 1       | 0       | 38   | 3    |
| B.ミュンヘン       | 通算     | 79     | 5      | 11     | 1      | -            | -            | 25         | 3          | 2       | 0       | 117  | 9    |
| 総通算             | 総通算   | 508    | 33     | 50     | 4      | 4            | 0            | 128        | 6          | 11      | 1       | 701  | 44   |

1UEFAスーパーカップ, FIFAクラブワールドカップ, FAコミュニティ・シールド, スーペルコパ・デ・エスパーニャなど.

## 代表歴

### 出場大会
- スペイン代表
  - 2006 FIFAワールドカップ
  - 2010 FIFAワールドカップ
  - 2014 FIFAワールドカップ

### 試合数
- 国際Aマッチ 114試合 16得点（2003年-2014年）[72][73]

| スペイン代表 | 国際Aマッチ | 国際Aマッチ |
| 年           | 出場        | 得点        |
| ------------ | ----------- | ----------- |
| 2003         | 5           | 0           |
| 2004         | 11          | 0           |
| 2005         | 6           | 0           |
| 2006         | 11          | 1           |
| 2007         | 6           | 0           |
| 2008         | 14          | 2           |
| 2009         | 12          | 4           |
| 2010         | 16          | 2           |
| 2011         | 11          | 3           |
| 2012         | 14          | 3           |
| 2013         | 3           | 0           |
| 2014         | 5           | 1           |
| 通算         | 114         | 16          |

### 得点
出典
| #  | 開催日         | 開催地                                                             | 対戦国           | スコア | 結果 | 大会                                 |
| -- | -------------- | ------------------------------------------------------------------ | ---------------- | ------ | ---- | ------------------------------------ |
| 1  | 2006年6月14日  | ライプツィヒ、ツェントラールシュタディオン                         | ウクライナ       | 1–0    | 4–0  | 2006 FIFAワールドカップ              |
| 2  | 2008年8月20日  | コペンハーゲン、パルケン・スタディオン                             | デンマーク       | 0–1    | 0–3  | 親善試合                             |
| 3  | 2008年8月20日  | コペンハーゲン、パルケン・スタディオン                             | デンマーク       | 0–3    | 0–3  | 親善試合                             |
| 4  | 2009年4月1日   | イスタンブール、アリ・サミ・イェン・スタジアム                     | トルコ           | 1–1    | 1–2  | 2010 FIFAワールドカップ予選          |
| 5  | 2009年6月28日  | ルステンブルク、ロイヤル・バフォケン・スタジアム                   | 南アフリカ共和国 | 3–2    | 3–2  | FIFAコンフェデレーションズカップ2009 |
| 6  | 2009年11月14日 | マドリード、エスタディオ・ビセンテ・カルデロン                     | アルゼンチン     | 1–0    | 2–1  | 親善試合                             |
| 7  | 2009年11月14日 | マドリード、エスタディオ・ビセンテ・カルデロン                     | アルゼンチン     | 2–1    | 2–1  | 親善試合                             |
| 8  | 2010年5月29日  | インスブルック、ティヴォリ・シュターディオン                       | サウジアラビア   | 2–1    | 3–2  | 親善試合                             |
| 9  | 2010年6月8日   | ムルシア、エスタディオ・ヌエバ・コンドミーナ                       | ポーランド       | 3–0    | 6–0  | 親善試合                             |
| 10 | 2011年6月7日   | プエルト・ラ・クルス、エスタディオ・ホセ・アントニオ・アンソアテギ | ベネズエラ       | 0–3    | 0–3  | 親善試合                             |
| 11 | 2011年8月10日  | バーリ、スタディオ・サン・ニコラ                                   | イタリア         | 1–1    | 2–1  | 親善試合                             |
| 12 | 2011年10月7日  | プラハ、レトナ・スタジアム                                         | チェコ           | 0–2    | 0–2  | UEFA EURO 2012予選                   |
| 13 | 2012年5月30日  | ベルン、スタッド・ドゥ・スイス・バンクドルフ                       | 韓国             | 2–1    | 4–1  | 親善試合                             |
| 14 | 2012年6月23日  | ドネツィク、ドンバス・アリーナ                                     | フランス         | 1–0    | 2–0  | UEFA EURO 2012                       |
| 15 | 2012年6月23日  | ドネツィク、ドンバス・アリーナ                                     | フランス         | 2–0    | 2–0  | UEFA EURO 2012                       |
| 16 | 2014年6月13日  | サルヴァドール、アレーナ・フォンチ・ノヴァ                         | オランダ         | 1–0    | 1–5  | 2014 FIFAワールドカップ              |

## 監督成績
2024年6月2日現在
| チーム            | 就任          | 退任          | 記録 | 記録 | 記録 | 記録 | 記録 | 記録 | 記録 | 記録    |
| チーム            | 就任          | 退任          | 試合 | 勝   | 分   | 負   | 得   | 失   | 差   | 勝率(%) |
| ----------------- | ------------- | ------------- | ---- | ---- | ---- | ---- | ---- | ---- | ---- | ------- |
| レアル・ソシエダB | 2019年6月1日  | 2022年5月28日 | 98   | 40   | 23   | 35   | 140  | 120  | +20  | 040.82  |
| レバークーゼン    | 2022年10月5日 | —             | 91   | 61   | 19   | 11   | 211  | 90   | +121 | 067.03  |
| 通算              | 通算          | 通算          | 189  | 101  | 42   | 46   | 351  | 210  | +141 | 053.44  |

## タイトル

### クラブ
リバプール
- UEFAチャンピオンズリーグ：1回（2004-05）
- FAカップ：1回（2005-06）
- UEFAスーパーカップ：1回（2005）
- FAコミュニティ・シールド：1回（2006）

レアル・マドリード
- プリメーラ・ディビシオン：1回（2011-12）
- コパ・デル・レイ：2回（2010-11, 2013-14）
- スーペルコパ・デ・エスパーニャ：1回（2012）
- UEFAチャンピオンズリーグ：1回（2013-14）
- UEFAスーパーカップ：1回（2014）

バイエルン・ミュンヘン
- ブンデスリーガ：3回（2014-15, 2015-16, 2016-17）
- DFBポカール：1回（2015-16）
- DFLスーパーカップ：1回（2016）

### 代表
スペイン代表
- UEFA欧州選手権 : 2回 (2008, 2012)
- FIFAワールドカップ : 1回 (2010)

### 個人
- リーガ最優秀スペイン人選手  2002-2003
- FIFA/FIFproワールドイレブン 2011, 2012
- リーガ最優秀ミッドフィールダー 2012
- EURO UEFA選定大会優秀選手 2012

### 指導者時代
レバークーゼン
- ブンデスリーガ : 1回（2023-24）
- DFBポカール : 1回（2023-24）